# 大加伊
52°15′22″N 33°7′1″E / 52.25611°N 33.11694°E
大加伊（烏克蘭語：Великий Гай），是烏克蘭的村落，位於該國北部切爾尼戈夫州，由諾夫哥羅德-謝韋爾斯基區負責管轄，始建於1600年，面積0.18平方公里，海拔高度176米，2001年人口18，人口密度每平方公里100人。